# Дье (буква алфавита синдхи)
Дье (ڄ) — буква арабского письма, которая используется в языках синдхи и сирайки и ряде других. Исторически использовалась в одном из вариантов боснийского арабского алфавита (аребицы).

## Использование
В языках синдхи и сирайки обозначает звонкий палатальный имплозивный согласный [ʄ], в письменности на основе деванагари соответствует букве ॼ. В сирайки также образует диграф с ‏ن‏‎ (‏نڄ‏‎), обозначающий звук [ɲ].
В Национальном чадском алфавите также обозначает [ʄ], соответствует букве ƴ в латинской его версии. В частности, используется в языке мигаама.
В языке мандинка в Гамбии используется в начальной и серединной позиции, в частности, в алфавите Кеба Сингате, для обозначения [t͡ʃ], в изолированной или конечной позиции вместо неё используется ‏ڌ‏‎. В латинице ей соответствует c, а в письме нко — ‏ߗ‏‎.
В сунданском варианте пегона также обозначает [t͡ʃ].
В боснийской аребице Мехмеда Джемалудина Чаушевича, использовавшейся в начале XX века, обозначала [t͡s], в современной латинице записивающийся как c, а в кириллице — ц.